# 町田市
町田市（日语：／ Machida shi */?）是位于日本關東地方南部、東京都多摩地方西南部的城市。往東京都特別區部的通勤率為22.1%（2010年「平成22年國勢調査」）。該市雖然在政區上屬於東京都，但因市區中心與東京都其它地區之間有丘陵隔開，因此反而是和相鄰的神奈川縣往來密切。町田市亦是日本唯一和3個政令指定都市接壤的自治體。
不少知名日本足球運動員出身于該市，有「足球王國」的美譽。

## 概要
町田市位於多摩川以南，是東京都最南部（島嶼部除外）的商業都市，人口在東京都內僅次於23區與八王子市（在多摩地域的市町村中排名第二）。市內有國道246號、東名高速道路（東急田園都市線、小田急線）與國道16號（橫濱線）通過。
1960年代起成為東京的臥城，不過市內仍有農業活動。泡沫經濟後，東京都區部私立大學陸續遷入本市，學生眾多。
本市也是日本唯一鄰接3座政令指定都市（橫濱市、川崎市、相模原市）的自治體。

## 地理

### 地形
町田市位於東京都伸向神奈川縣的突出部分。市域大部分屬多摩丘陵。最高處是西端的草戶山（標高364公尺）。平地僅町田站附近與境川、鶴見川及其支流恩田川的周邊地區。

### 商業區
地處東京都區部西南方30～40公里，1960年代起發展成東京區部郊外的臥城。以町田站為中心的原町田地區是百貨店與專門店林立的一大商業區，為小田急線與橫濱線沿線的代表繁華街。加上國道16號、246號線與鎌倉街道等道路所組成的交通網，使得町田站周邊地區成為包含神奈川縣北部在內的多摩地域南部（南多摩地域）商業中心。在涵蓋南多摩地域、相模原市、橫濱市北部、川崎市西部、座間市、大和市等200萬商圈人口的相武經濟圈中，原町田也與相模原市的相模大野等共同擔負起經濟活動的要角。
市內與周邊有許多大學、短大與高校，町田站附近的繁華街正逐漸轉變為以學生為中心的年輕人之街。作為南多摩地域的商業中心，也被稱為「西之澀谷」、「西之秋葉原」（此處的「西」意為東京西部），除了109等年輕人服飾店與餐飲店、遊戲中心、動漫專賣店等，也可見到女僕咖啡廳。此外，車站周邊也有許多商店街。
東部的玉川學園前站周邊是以玉川學園為中心的廣大住宅區。
南部（町田市鶴間）南町田Grandberry Park站前有暢貨中心GRANDBERRY MALL，而西北部多摩境站附近有許多大型賣場，假日人潮眾多。
町田市與以立川為中心的北多摩地域之間相隔多摩丘陵與多摩川，加上離都心較遠，以及自古以來身為鎌倉街道與絹之道中繼點的因素，本市與橫濱市北部、川崎市西部、相模原市的「上段」地區的連結性較強。由於鄰接相模原市區，町田與相模原兩市有計畫合併成為國家業務核都市的構想（同樣的，相較神奈川縣內其他地區，相模原市與町田市、八王子市等南多摩地域的連結性較強）。

#### 治安
2000年起，由於新宿周邊地區加強風俗業管制，使得當地業者轉進搭乘電車至新宿約30～40分鐘、周邊設有大規模風俗業的町田站前繁華街，造成2000年的犯罪發生件數（刑法犯認定件數）達9879件，有西之歌舞伎町之稱。由於風俗店與其他商店混雜造成許多社會問題，在立法與居民自發巡邏、民間交番設置、警察活動據點擴充等行動下，治安逐漸改善，2012年的犯罪發生件數已下降至4493件，不到2000年的一半。
在町田市人口急速增長與繁華街快速發展下，警察署並未適時增設因應，造成本地警察官單人對應市民數達都內平均的兩倍。隨著町田站前的發展與澀谷、歌舞伎町化，犯罪率不斷上昇、治安惡化，警力嚴重不足。因此，町田警察署轄區西北部的忠生地域設置日本最大規模的交番忠生地區交番，而本市西北部的相原町、小山町、小山丘則交由新設立的南大澤警察署（八王子市南大澤）管轄，以減輕町田警察署的負擔。

### 住宅、道路開發
除了舊鎌倉街道沿線的舊宿場町（本町田宿、一色地區與小野路宿等）及原町田周邊等地區外，市內仍有許多未開發土地。1960年代，舊公團、公社等開始建造團地，受惠於小田急等前往都心便利的交通網路，本市成為矚目的新興臥城，現在丘陵地與山坡地陸續開發為住宅區。但由於市內有許多未經規劃的住宅區，道路狹小零碎，使得車流集中在鎌倉街道與町田街道等幹道，尚未拓寬的路段因而形成交通瓶頸，造成交通堵塞。
市內包括UR都市再生機構（舊日本住宅公團）與東京都住宅供給公社的大規模團地在內，有著許許多多的團地與集合住宅。團地住戶數達町田市人口總數的一成以上。
1980年代起，藥師台等地可見大型開發業者投入重視景觀的住宅區開發案。21世紀後，景觀法與町田市景觀條例的訂立讓市民、業者、行政一同重視社區景觀的營造。

### 田園都市
市域大部分位在多摩丘陵上，距離町田站約1～2公里左右的地區可見農地，西北部與西部的小山田、小野路地區及相原、大賀地區等地農地廣大。此外，市域中部的七國山、西北端的草戶山等丘陵地保留大面積山林，與近隣的都市相比，土地自然利用率高。除了貉與貂等野生動物外，本市也可發現已逐漸從周邊地區消失的白颊鼯鼠、日本松鼠、巢鼠等稀有動物。
另一方面，受惠於前往東京都區部的便利交通網，不動產商、住宅開發商十分活躍。但在缺乏都市計畫的狀態下，未考慮當地地形的開發與建設破壞了社區的協調性。1990年代後，填埋滯洪池與開鑿山地等破壞環境的建地開發侵害了地方居民的防災對策與日照權。
近年，市域北部的上小山田町至小野路町、野津田町等（大略是芝溝街道與尾根幹線道路之間的區域）北部丘陵地區，為保護自然環境與農業活性化，限制住宅開發。

### 隣接自治體、行政區
多摩地域
- 八王子市
- 多摩市

神奈川縣
- 川崎市（麻生區）
- 橫濱市（青葉區、綠區、瀨谷區）
- 相模原市（中央區、綠區、南區）
- 大和市

## 歷史

### 江戶時代以前
- 地處武藏國多摩郡南端。645年大化改新後，現在町田市全域多屬武藏國[2]。西北部的相原村與小山村在16世紀末確立以境川（日语：境川 (東京都・神奈川県)）作為武藏國、相模國邊界前屬相模國高座郡。也因此，境川兩岸的武藏側（町田市）與相模側（相模原市、大和市）可見許多同名地名（相原、小山、矢部、鶴間（日语：鶴間 (町田市)）等）。
- 1335年，北條時行等北條氏殘黨發起中先代之亂，於町田村井出之澤（日语：菅原神社 (町田市)）撃敗足利直義。
- 院政時期，小山田氏（日语：小山田氏）建立小山田莊作為據點。小山田氏在鎌倉時期轉入甲斐國（山梨縣）都留郡（日语：都留郡），雖然系譜不明，但室町、戰國時代的甲斐守護武田氏家臣有許多來自郡內小山田氏。
- 16世紀末的天正年間，町田村村民為擴大農地開墾近鄰的原野，分出原町田村。後「本村」町田村更名為本町田村。
- 江戶時代初期，市域內的村多屬幕府直轄領（天領）。江戶時代中期陸續成為旗本知行地（日语：地方知行）。幕末，幕府直轄領的村落由韮山代官（日语：韮山代官所）支配。

### 明治維新至第二次世界大戰
- 1868年 - 市域內全村為明治政府直轄地，由武藏知縣事（日语：武蔵知県事）管轄（部分村分屬武藏知縣事與韮山縣（日语：韮山県）），同年年底全域交由神奈川縣管轄。
- 1871年 - 廢藩置縣後府縣重劃，屬神奈川縣。
- 1878年7月22日 - 依據郡區町村編制法（日语：郡区町村編制法），屬南多摩郡。
- 1889年4月1日 - 町村制施行，進行以下整併。
  - 原町田村、本町田村、森野村、南大谷村 - 町田村（日语：町田町）
  - 小野路村、能谷村・金井村、大藏村、野津田村、真光寺村、廣袴村、三輪村 - 鶴川村（日语：鶴川村）
  - 木曾村、山崎村、上小山田村、下小山田村、圖師村、根岸村 - 忠生村（日语：忠生村）
  - 鶴間村、小川村、金森村、高坂村、成瀨村 - 南村（日语：南村 (東京都)）
  - 相原村、小山村 - 堺村（日语：堺村 (東京都)）
- 1893年4月1日 - 包含町田市在內的多摩郡域（南多摩郡、北多摩郡、西多摩郡）由神奈川縣移轉給東京府管轄。
- 1908年9月23日 - 橫濱鐵道東神奈川站 - 八王子站通車。原町田站（現町田站）與相原站啟用。
- 1913年4月1日 - 町田村改制町田町（日语：町田町）。（町制施行）
- 1927年4月1日 - 小田急線開業。新原町田駅（現町田站）、玉川學園前站與鶴川站啟用。

### 第二次大戰後
- 1954年4月1日 - 町田町與南村合併成立町田町。
- 1958年2月1日 - 町田町、鶴川村（日语：鶴川村）、忠生村（日语：忠生村）、堺村（日语：堺村 (東京都)）1町3村合併施行市制，為町田市。
  - 合併時人口為61,105人。
- 1968年4月1日 - 東急田園都市線土筆野站啟用。
- 1970年 - 人口達20萬人。
- 1972年4月1日 - 東急田園都市線鈴懸台站啟用。
- 1976年4月11日 - 小田急線新原町田站改稱町田站。
- 1976年10月15日 - 東急田園都市線南町田站啟用。
- 1979年4月1日 - 橫濱線成瀨站啟用。
- 1980年4月1日 - 國鐵原町田站遷移至小田急線町田站側，改稱町田站。
- 1991年4月6日 - 京王相模原線多摩境站啟用。
- 2005年 - 人口站40萬人。
- 2008年 - 市制施行50周年。

### 市域變遷
町田市施行市制後數度進行邊界重劃。
- 1973年12月1日 - 與多摩市進行多摩新市鎮區域邊界重劃。
  - 町田市小野路町、上小山田町與下小山田町一部分併入多摩市，多摩市落合一部分併入町田市。
  - 編入多摩市的部分劃入多摩市永山、貝取、豐丘、落合、鶴牧、唐木田、南野（日语：南野 (多摩市)）。[3]
- 1985年2月1日 - 與神奈川縣大和市進行邊界調整。
  - 町田市金森、鶴間各一部分併入大和市，大和市下鶴間一部分併入町田市。
- 1999年12月1日 - 與神奈川縣相模原市、大和市進行邊界調整。
  - 町田市金森一部分併入相模原市與大和市，相模原市上鶴間一部分併入町田市。
- 2004年3月1日 - 與八王子市進行邊界調整。
  - 町田市相原町、小山町各一部分併入八王子市，八王子市鑓水、南大澤各一部分併入町田市。
- 2004年12月1日 - 與相模原市進行邊界調整。
  - 町田市原町田、森野、金森各一部分併入相模原市，相模原市上鶴間、鵜野森、古淵各一部分併入町田市。
- 2007年12月1日 - 與相模原市進行邊界調整。
  - 町田市森野、木曾町各一部分併入相模原市，相模原市上鶴間本町一部分併入町田市。
- 2010年12月1日 - 與相模原市進行邊界調整。
- 2013年12月1日 - 與相模原市進行邊界調整。
- 2016年12月1日 - 與相模原市進行邊界調整。

## 人口
| 町田市人口分布圖 |                                               |  |
| 町田市與日本全國年齡別人口分布比較圖 （2005年資料） | 町田市的年齡、男女別人口分布圖 （2005年資料） |  |
| ■紫色是町田市 ■綠色是全国 | ■藍色是男性 ■紅色是女性                       |  |
| 町田市人口變化 \| 1970年 \| 202,499人 \| \| \| 1975年 \| 255,305人 \| \| \| 1980年 \| 295,405人 \| \| \| 1985年 \| 321,188人 \| \| \| 1990年 \| 349,050人 \| \| \| 1995年 \| 360,525人 \| \| \| 2000年 \| 377,494人 \| \| \| 2005年 \| 405,534人 \| \| \| 2010年 \| 426,987人 \| \| \| 2015年 \| 432,348人 \| \| \| 2020年 \| 431,079人 \| \| |                                               |  |
| 資料來源：日本總務省統計中心提供之人口普查數據 |                                               |  |
| 1970年 | 202,499人                                     |  |
| 1975年 | 255,305人                                     |  |
| 1980年 | 295,405人                                     |  |
| 1985年 | 321,188人                                     |  |
| 1990年 | 349,050人                                     |  |
| 1995年 | 360,525人                                     |  |
| 2000年 | 377,494人                                     |  |
| 2005年 | 405,534人                                     |  |
| 2010年 | 426,987人                                     |  |
| 2015年 | 432,348人                                     |  |
| 2020年 | 431,079人                                     |  |

### 日夜間人口
2005年夜間人口達404,449人，日間人口合計約364,091人，是夜間的0.9倍。市內往市外的通勤者有110,479人，市外往市內的通勤者僅56,854人，而市外往市內的通學生有28,920人，多於市內往市外的通學生15,653人。

## 地域、町域
現在町田市可依據舊有村域分為五大地域。

### 町域
●：未實施住居表示。
堺地域 （さかい）
- 相原町● （あいはらまち）

- 小山丘（日语：小山ヶ丘）一 - 六丁目 （おやまがおか）

- 小山町（日语：小山町 (町田市)）● （おやままち）

忠生地域 （ただお）
- 小山田櫻台（日语：小山田桜台）一 - 二丁目 （おやまださくらだい）
- 上小山田町（日语：上小山田町 (町田市)）● （かみおやまだまち）
- 木曾町（日语：木曽町 (町田市)）● （きそまち）
- 木曾西（日语：木曽西）一丁目 - 五丁目 （きそにし）
- 木曾東（日语：木曽東）一丁目 - 四丁目 （きそひがし）

- 下小山田町（日语：下小山田町 (町田市)）● （しもおやまだまち）
- 圖師町（日语：図師町）● （ずしまち）
- 忠生一 - 四丁目 （ただお）
- 常盤町（日语：常盤町 (町田市)）● （ときわまち）
- 根岸町（日语：根岸町 (町田市)）● （ねぎしまち）

- 根岸（日语：根岸 (町田市)） （ねぎし）
- 矢部町（日语：矢部町 (町田市)）● （やべまち）
- 山崎（日语：山崎 (町田市)）一丁目 （やまざき）
- 山崎町（日语：山崎町 (町田市)）● （やまさきまち）

鶴川地域 （つるかわ）
- 大藏町（日语：大蔵町 (町田市)）● （おおくらまち）
- 小野路町（日语：小野路町 (町田市)）● （おのじまち）
- 金井（日语：金井 (町田市)）一 - 八丁目 （かない）
- 金井町（日语：金井町 (町田市)）● （かないまち）
- 真光寺（日语：真光寺 (町田市)）一 - 三丁目 （しんこうじ）
- 真光寺町（日语：真光寺町）● （しんこうじまち）

- 鶴川一 - 六丁目 （つるかわ）
- 能谷（日语：能ヶ谷 (町田市)）一 - 七丁目 （のうがや）
- 野津田町（日语：野津田町）● （のづたまち）
- 廣袴（日语：広袴 (町田市)）一 - 四丁目 （ひろはかま[5]）
- 廣袴町（日语：広袴町）● （ひろはかままち）
- 三輪町（日语：三輪町 (町田市)）● （みわまち）

- 三輪綠山（日语：三輪緑山）一 - 四丁目 （みわみどりやま）
- 藥師台（日语：薬師台 (町田市)）一 - 三丁目 （やくしだい）

町田地域 （まちだ）
- 旭町（日语：旭町 (町田市)）一 - 三丁目 （あさひまち）
- 玉川學園（日语：玉川学園）一 - 八丁目 （たまがわがくえん）
- 中町（日语：中町 (町田市)）一丁目 - 四丁目 （なかまち）

- 原町田一 - 六丁目 （はらまちだ）
- 本町田● （ほんまちだ）

- 南大谷（日语：南大谷）● （みなみおおや）
- 森野（日语：森野 (町田市)）一 - 六丁目[6] （もりの）

南地域 （みなみ）
- 小川（日语：小川 (町田市)）● （おがわ）
- 小川一 - 四丁目 （おがわ）
- 金森（日语：金森 (町田市)）一 - 七丁目 （かなもり）
- 金森東（日语：金森東）一 - 四丁目  （かなもりひがし）
- 高坂（日语：高ヶ坂）●  （こがさか）

- 土筆野（日语：つくし野 (町田市)）一 - 四丁目  （つくしの）
- 鶴間（日语：鶴間 (町田市)）● （つるま）
- 鶴間一 - 三丁目 （つるま）
- 成瀨（日语：成瀬 (町田市)）● （なるせ）
- 成瀨一 - 三丁目 （なるせ）

- 成瀨丘（日语：成瀬が丘）一 - 三丁目 （なるせがおか）
- 成瀨台（日语：成瀬台）一 - 四丁目 （なるせだい）
- 東玉川學園（日语：東玉川学園）一 - 四丁目 （ひがしたまがわがくえん）
- 南土筆野（日语：南つくし野）一 - 四丁目 （みなみつくしの）
- 南成瀨（日语：南成瀬）一 - 八丁目 （みなみなるせ）

## 市政

### 市長
- 初代：青山藤吉郎（任期：1958年 - 1970年，三任）
- 第2代：大下勝正（日语：大下勝正）（任期：1970年 - 1990年，五任）
- 第3代：寺田和雄（日语：寺田和雄）（任期：1990年3月9日 - 2006年3月8日，四任）
- 第4代：石阪丈一（日语：石阪丈一）（任期：2006年3月9日 - 2018年3月8日，現第二任期）

### 市議會
議會席次36席。
組成
| 黨派           | 席次 |
| -------------- | ---- |
| 自由民主黨     | 12   |
| 町田市民俱樂部 | 9    |
| 公明黨         | 6    |
| 日本共產黨     | 5    |
| 保守連合       | 4    |

### 廣域行政
- 東京市町村應合事務組合 - 由東京都全市町村組成，營運東京自治會館。
- 東京多摩廣域資源循環組合 - 由多摩地域的秋留野市、奧多摩町、日之出町、檜原村除外的25市1町組成，營運日之出町的「二塚廢棄物廣域處分場」。
- 多摩新市鎮環境組合 - 由八王子、多摩與本市組成，營運「多摩清掃工場」。
- 東京都十一市競輪事業組合 - 由八王子、武藏野、青梅、昭島、調布、小金井、小平、日野、東村山、國分寺與本市共11市組成，舉行京王閣競輪（日语：京王閣競輪場）。
- 東京都六市競艇事業組合（日语：東京都六市競艇事業組合） - 由八王子、昭島、武藏野、小金井、調布與本市共6市組成で，舉行江戶川競艇（日语：江戸川競艇場）。

### 指定金融機關
- 橫濱銀行（2009年7月1日 - 2011年6月30日、2013年7月至今）
- 八千代銀行（日语：八千代銀行）（2007年7月1日 - 2009年6月30日、2009年7月1日 - 2011年6月30日）
  - 兩行輪替制，兩年一任，西曆奇數年7月進行交接。

## 國政、都政
國政 : 在日本眾議院小選舉區中與多摩市屬東京都第23區。
- 2014年12月（第47回日本眾議院議員總選舉）
  - 小倉將信（自由民主黨）

都政 : 本市為單一選舉區。席次3席。
- 2013年6月
  - 吉原修（自由民主黨）
  - 小磯善彥（日语：小磯善彦）（公明黨）
  - 今村路加（民主黨）

## 機關、設施

### 市行政設施
- 町田市役所本廳舍
- 健康福祉會館
- 町田市保健所
- 行政窗口、連絡所
  - 堺市民中心
  - 小山市民中心
  - 忠生市民中心
  - 鶴川市民中心
  - 南市民中心
  - 成瀨站前市民中心
  - 鶴川站前連絡所（和光大學Pot-pourri Hall鶴川）
  - 玉川學園站前連絡所（玉川學園社區中心）
  - 木曾山崎連絡所（木曾山崎社區中心）
  - 町田站前連絡所
  - 南町田站前連絡所

### 國家、都行政設施
- 法務省東京法務局町田出張所
- 町田區檢察廳
- 國稅廳東京國稅局町田稅務署
- 東京都町田都稅事務所
- 厚生勞動省東京勞動局八王子勞動基準監督署町田支署
- 厚生勞動省東京勞動局町田公共職業安定所

### 警察
- 警視廳町田警察署（日语：町田警察署）
- 警視廳町田警察署忠生地區交番（日语：忠生地区交番）

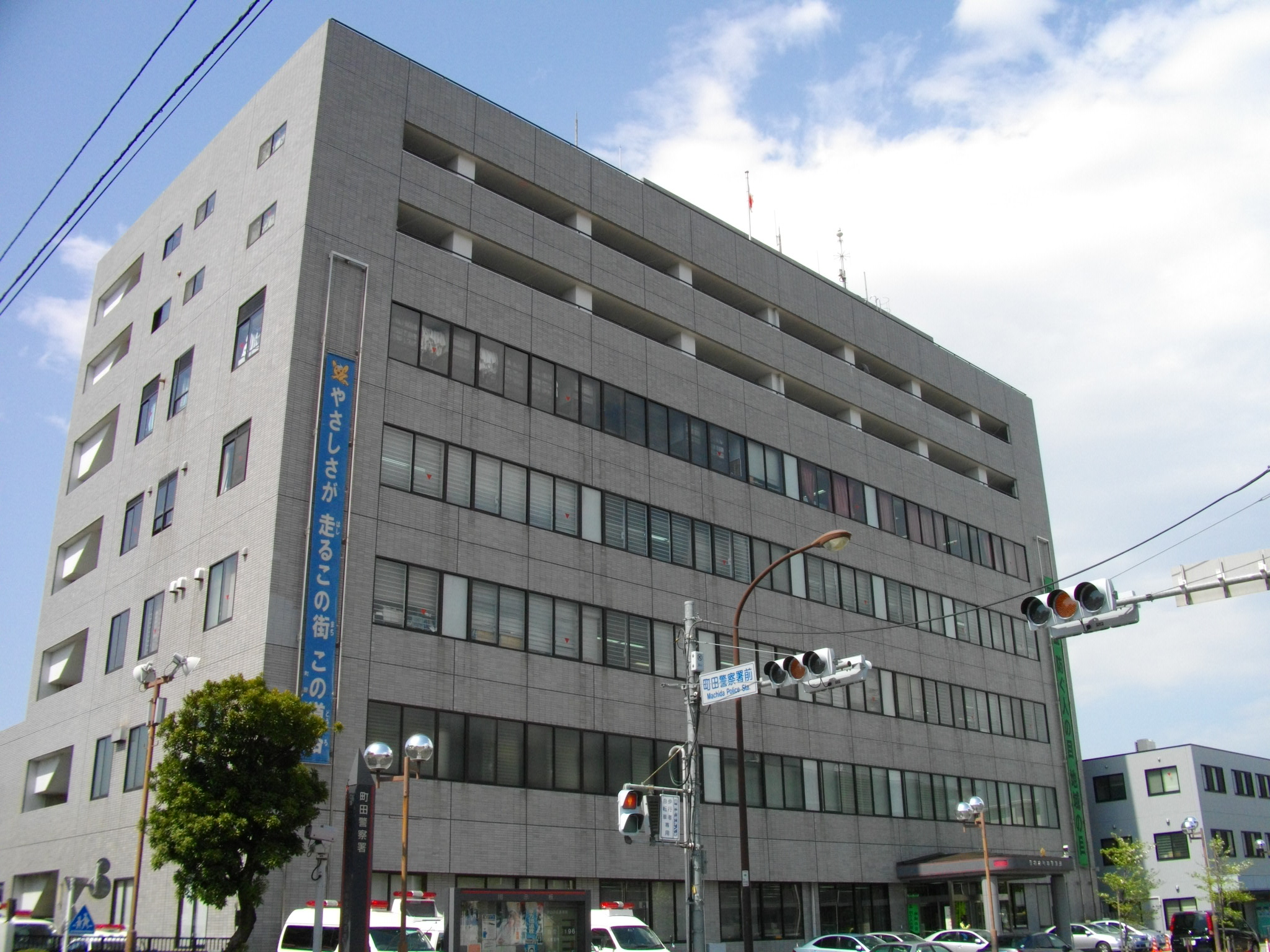
町田警察署

  - 市西北部的相原町、小山町、小山丘由八王子市南大澤的南大澤警察署（日语：南大沢警察署）管轄。

### 司法
東京地方裁判所立川支部管轄。
- 町田簡易裁判所

### 消防
- 東京消防廳町田消防署
  - 忠生出張所
  - 南出張所
  - 鶴川出張所
  - 西町田出張所
  - 成瀬出張所
- 町田市消防團
  - 第一分團（町田）
    - 第一部 （页面存档备份，存于）：原町田、中町
    - 第二部：本町田
    - 第三部：森野
    - 第四部：南大谷
    - 第五部：玉川學園

  - 第二分團（南）
  - 第三分團（鶴川）
  - 第四分團（忠生）
  - 第五分團（堺）

### 郵政
- 郵貯銀行町田店（附設町田郵便局）
- 日本郵便町田郵便局（日语：町田郵便局）（町田、南地域與部分忠生地域）
- 日本郵便鶴川郵便局（日语：鶴川郵便局）（鶴川地域與部分忠生地域）
- 日本郵便町田西郵便局（日语：町田西郵便局）（堺地域與部分忠生地域）

### 醫療
- 町田市民醫院（日语：町田市民病院）
- 町田胃腸醫院
- 多摩丘陵醫院

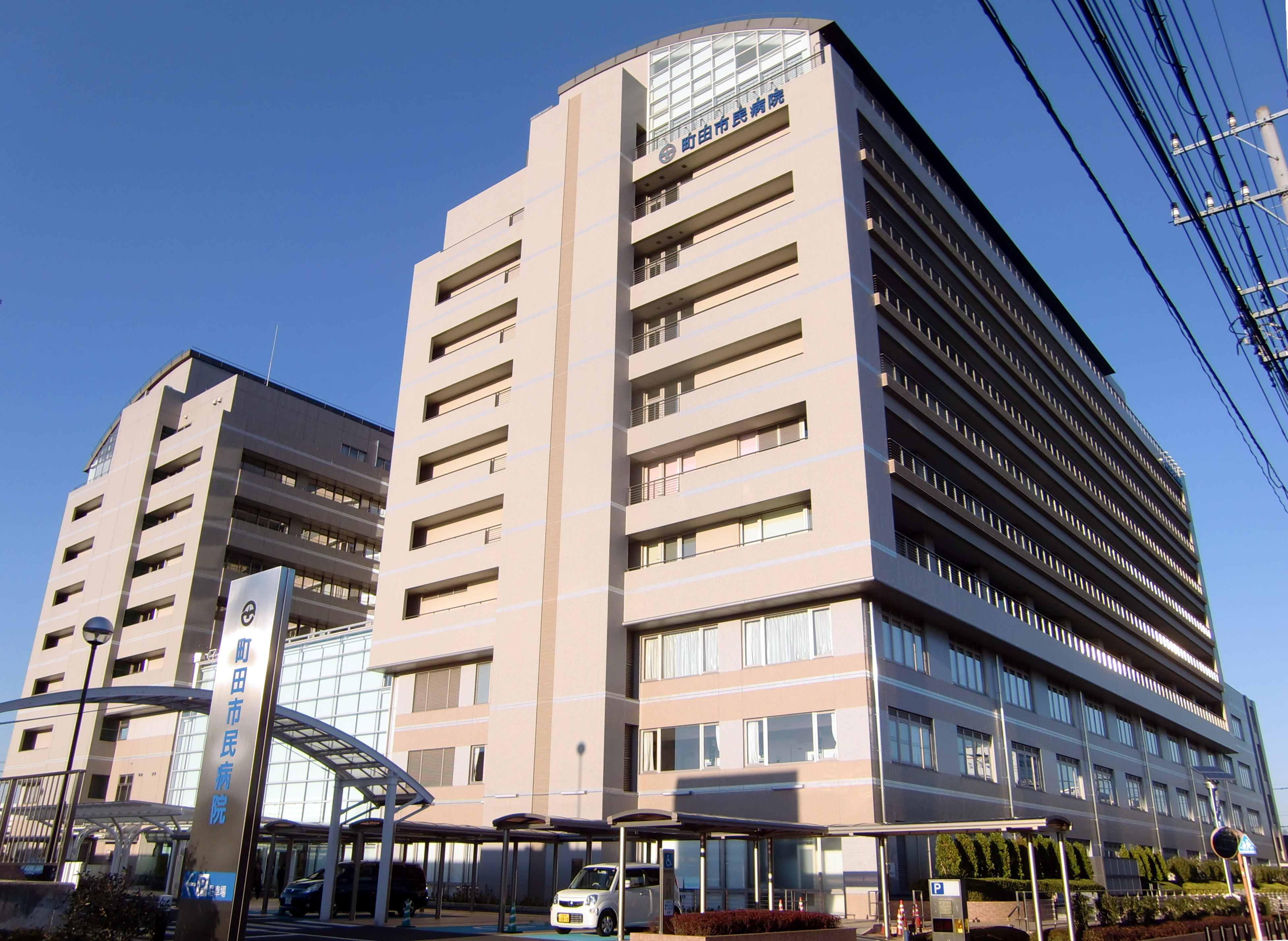
町田市民醫院

- 鶴川Sanatorium（サナトリウム）醫院
- 南町田醫院
- 町田慶泉醫院
- 町田醫院
- 曙（あけぼの）醫院

## 文化設施

### 公園
- 町田中央公園（市立公園）
- 野津田公園（市立公園）

陸上競技場為野津田公園設施
- 小山田綠地（都立公園）
- 小山內裏公園（日语：小山内裏公園）（都立公園）
- 大戶綠地（都立公園）
- 小野路公園（日语：小野路公園）
- 芹谷公園（町田站步行10分）
- 藥師池公園（日语：薬師池公園）（市立公園、新東京百景）
- 町田松鼠園（日语：町田リス園）（藥師池公園旁）
- 町田蝦脊蘭苑、町田牡丹園、町田大麗菊園 （皆在藥師池公園、七國山（日语：七国山 (町田市)）周邊）
- 忠生公園
- 兒童國（日语：こどもの国）（大半在橫濱市）
- 鶴間公園（日语：鶴間公園）

### 圖書館
- 町田市立中央圖書館
- 町田市民文学館ことばらんど（日语：町田市民文学館ことばらんど）
- 町田市立鼠尾草（さるびあ）圖書館 （中町）
- 町田市立木曾山崎圖書館
- 町田市立堺圖書館
- 町田市立金森圖書館
- 町田市立鶴川圖書館
- 町田市立鶴川站前圖書館
- 財團法人無窮會（日语：無窮會） 無窮會專門圖書館

移動圖書館
- 「微風號」（そよかぜ号）

以鼠尾草、堺兩座圖書館為據點，在市內進行巡迴。

### 美術館、博物館
- 町田市立國際版畫美術館（日语：町田市立国際版画美術館）
日本唯一蒐集世界版畫的美術館。
- 町田市立博物館
以蒐集玻璃器具為特色的博物館。
- 町田市立自由民權資料館
- 小島資料館
展示新撰組與幕末期資料。

### 運動設施
- 町田市立陸上競技場
- 町田市立總合體育館（日语：町田市立総合体育館）（南成瀨）
- 太陽町田旭體育館（サン町田旭体育館）（町田中央公園內）
- 町田市民球場（町田中央公園內）
- 藤之台球場
- 鶴川球場
- 野津田球場
- 小野路球場

市內唯一的硬式棒球場
- 三輪綠山球場（三輪みどり山球場）
- 忠生公園壘球場
- 町田中央公園網球場（町田中央公園內）
- 成瀨清潔中心網球場
- 野津田公園網球場
- 鶴間公園網球場
- 鶴川中央公園網球場
- 鶴川第2網球場
- 相原中央網球場
- 町田市立室內泳池（圖師町）

## 教育

### 大學
町田市內有多所大學。
- 櫻美林大學
- 國士館大學
- 昭和藥科大學
- 玉川大學

- 東京家政學院大學
- 東京女學館大學
- 法政大學
- 和光大學

#### 短期大學
- 鶴川女子短期大學

### 高等專門學校
- 慈幼工業高等專門學校

### 專門學校
- 學校法人西田學園 阿爾發醫療福祉專門學校 （页面存档备份，存于）
- 學校法人東京町田學園 町田設計專門學校 （页面存档备份，存于）
- 大原簿記法律專門學校町田校（日语：学校法人大原学園）

學校法人榎本學園
- 町田調理師專門學校
- 町田福祉專門學校

- 町田美容專門學校
- 町田製菓專門學校

### 高等學校
都立
- 東京都立町田高等學校（日语：東京都立町田高等学校）
- 東京都立町田工業高等學校（日语：東京都立町田工業高等学校）
- 東京都立町田總合高等學校（日语：東京都立町田総合高等学校）
- 東京都立小川高等學校（日语：東京都立小川高等学校）

- 東京都立成瀨高等學校（日语：東京都立成瀬高等学校）
- 東京都立野津田高等學校（日语：東京都立野津田高等学校）
- 東京都立山崎高等學校（日语：東京都立山崎高等学校）

私立
- 櫻美林高等學校（日语：桜美林中学校・高等学校）
- 玉川學園高等部（日语：学校法人玉川学園）
- 鶴川高等學校（日语：鶴川高等学校）

- 和光高等學校（日语：学校法人和光学園）
- 日本大學第三高等學校
- 町田調理師專門學校（高等課程）

- 町田家政福祉高等專修學校（計劃閉課）
- 國本學園女子高等學校（日语：国本女子中学校・高等学校）（町田校區）

### 中學校
市立
- 町田市立町田第一中學校
- 町田市立町田第二中學校
- 町田市立町田第三中學校
- 町田市立南大谷中學校
- 町田市立南中學校（日语：町田市立南中学校）

- 町田市立成瀨台中學校
- 町田市立南成瀨中學校（日语：町田市立南成瀬中学校）
- 町田市立土筆野中學校（日语：町田市立つくし野中学校）
- 町田市立忠生中學校
- 町田市立山崎中學校

- 町田市立木曾中學校
- 町田市立小山田中學校
- 町田市立鶴川中學校
- 町田市立鶴川第二中學校
- 町田市立金井中學校

- 町田市立藥師中學校
- 町田市立真光寺中學校
- 町田市立小山中學校
- 町田市立堺中學校
- 町田市立雪之木（ゆくのき）學園（武藏岡中學校）

私立
- 櫻美林中學校（日语：桜美林中学校・高等学校）
- 和光中學校（日语：学校法人和光学園）
- 玉川學園中等部（日语：学校法人玉川学園）
- 日本大學第三中學校

### 小學校
市立
- 町田市立町田第一小學校
- 町田市立町田第二小學校
- 町田市立町田第三小學校
- 町田市立町田第四小學校
- 町田市立町田第五小學校
- 町田市立町田第六小學校
- 町田市立本町田小學校
- 町田市立本町田東小學校
- 町田市立藤之台小學校
- 町田市立南大谷小學校
- 町田市立南第一小學校

- 町田市立南第二小學校
- 町田市立南第三小學校
- 町田市立南第四小學校
- 町田市立小川小學校
- 町田市立土筆野小學校
- 町田市立南土筆野小學校
- 町田市立鶴間小學校
- 町田市立南成瀨小學校
- 町田市立成瀨中央小學校
- 町田市立成瀨台小學校
- 町田市立高坂小學校

- 町田市立鶴川第一小學校
- 町田市立鶴川第二小學校
- 町田市立鶴川第三小學校
- 町田市立鶴川第四小學校
- 町田市立金井小學校
- 町田市立大藏小學校
- 町田市立三輪小學校
- 町田市立忠生第一小學校
- 町田市立忠生第三小學校
- 町田市立木曾境川小學校
- 町田市立山崎小學校

- 町田市立七國山小學校
- 町田市立圖師小學校
- 町田市立小山田小學校
- 町田市立小山田南小學校
- 町田市立小山小學校
- 町田市立小山丘小學校
- 町田市立小山中央小學校
- 町田市立相原小學校
- 町田市立雪之木（ゆくのき）學園（大戶小學校）

私立
- 玉川學園小學部（日语：学校法人玉川学園）
- 和光鶴川小學校（日语：学校法人和光学園）
- 日本聾話学校（日语：日本聾話學校）

### 特別支援學校
都立
- 東京都立町田養護學校（町田之丘學園）

私立
- 日本聾話学校（日语：日本聾話學校）（日本唯一的私立聾學校）

### 其他
- 西東京朝鮮第二初中級學校

## 交通
利用電車前往東京都區部約50分鐘左右（從町田站搭乘小田急小田原線快速急行至新宿約30分鐘）。中東部的小田急線、南部的東急田園都市線、西南部與西部的JR橫濱線、西北部的京王相模原線皆從市域外緣通過。
由於鐵路集中在市域外緣，市域的中央地區成為鐵道空白地帶。因此巴士成為本市的主要交通手段。其中，山崎團地、藤之台團地至町田站的日間班次眾多，填補起鐵道空白地帶的交通網路。
市南部、西北部的主要幹道路幅狹小，常發生慢性交通堵塞。此外，雖往都心地區的鐵道交通域市內巴士路線網十分發達，但前往多摩地域近隣都市的交通較不完善，因此有規劃將多摩都市單軌電車與小田急多摩線延伸至市內，但並未實行。
泡沫經濟時期，町田市曾研究建造鐵輪式直線電動機運轉列車（同都營地下鐵大江戶線）的迷你地下鐵。

### 鐵路
京王電鐵
- 相模原線：多摩境站

小田急電鐵
- 小田原線：町田站 - 玉川學園前站 - 鶴川站

東急電鐵
- 田園都市線：南町田Grandberry Park站 - 鈴懸台站 - 土筆野站

東日本旅客鐵道（JR東日本）
- 橫濱線：相原站 -（神奈川縣相模原市）- 町田站 - 成瀨站

### 巴士
市內的路線巴士多由神奈川中央交通營運。
- 神奈川中央交通
  - 町田營業所（日语：神奈川中央交通町田営業所）
    - 町田站、鶴川站與山崎團地、藤之台團地（日语：藤の台団地）、鶴川團地為主。

  - 大和營業所（日语：神奈川中央交通大和営業所）
    - 市南部金森、成瀨、鶴間地區為主。也負責金森地區的社區巴士。

  - 相模原營業所（日语：神奈川中央交通相模原営業所）
    - 往相模原市的路線為主。

  - 多摩營業所（日语：神奈川中央交通多摩営業所）
    - 市西部常盤、多摩境周邊與古淵站停靠路線、鶴川站往多摩市路線為主。

  - 三木、城山操車所（日语：神奈川中央交通相模原営業所三ヶ木操車所）
    - 市西部相原周邊路線為主。
- 其他
  - 小田急巴士（日语：小田急バス） 町田營業所（日语：小田急バス町田営業所）
    - 鶴川站、鶴川團地為主。也負責玉川學園社區巴士（日语：玉川学園コミュニティバス）。

  - 京王巴士南南大澤營業所（日语：京王バス南・南大沢営業所）、京王電鐵巴士多摩營業所（日语：京王バス南・多摩営業所）
    - 多摩市、八王子市交界的多條路線。

#### 往機場的交通方式
町田巴士中心可搭乘往羽田機場（神奈川中央交通、京濱急行巴士）與成田機場（神奈川中央交通、京成巴士）的機場接駁巴士。
此外，都市間高速巴士有大阪站日間高速巴士，夜間高速巴士則有往京都站、大阪站、USJ、往廣島站、往盛岡站的夜間巴士。

### 道路
- 東名高速道路

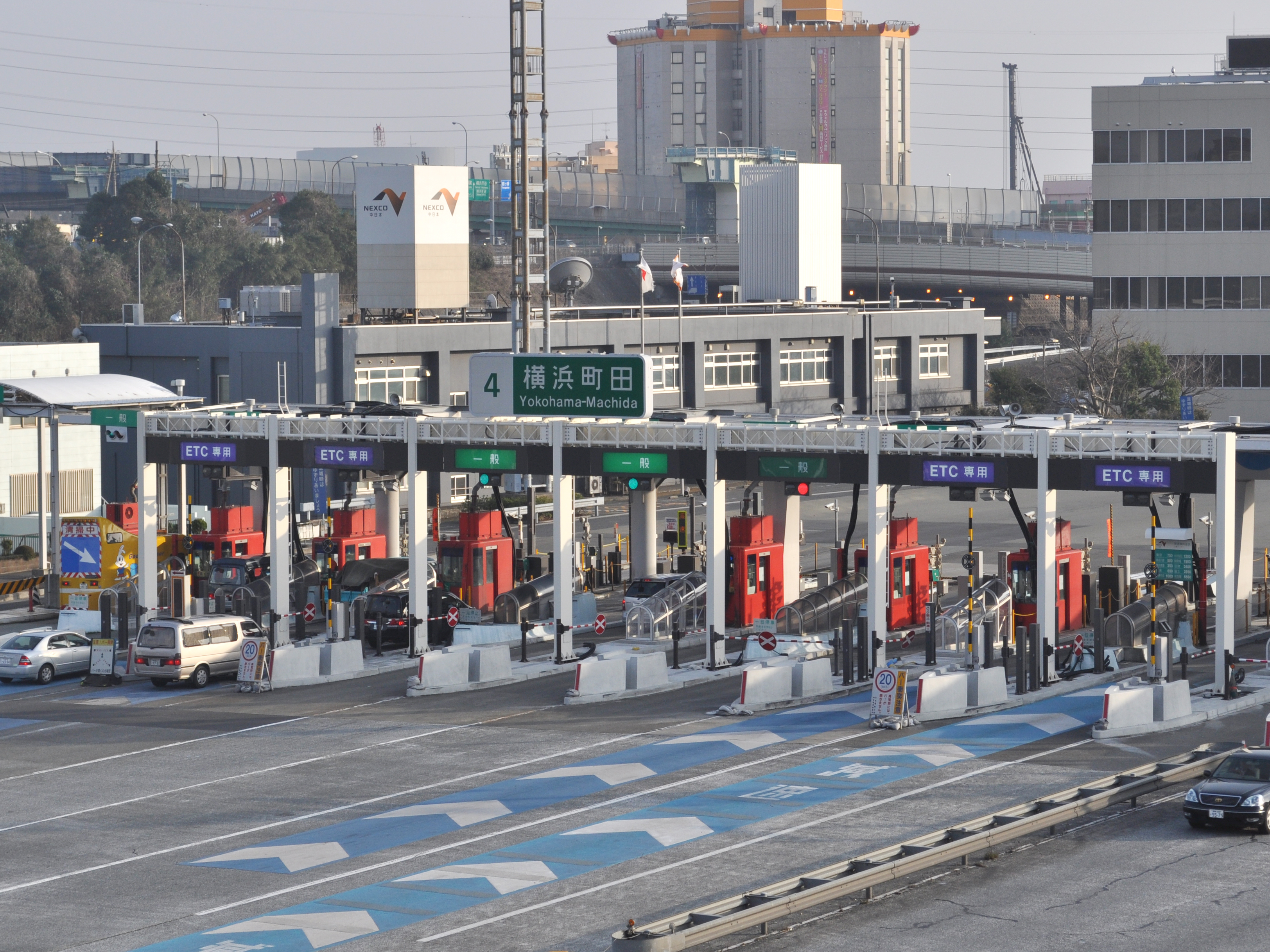
橫濱町田IC

  - 連結東京都心與愛知縣小牧市。通過町田市南端（鶴間附近），設有橫濱町田IC。
- 國道16號
  - 首都圏外緣的環狀路線。通過町田市南端（鶴間附近）與西北部（相原町字橋本附近）。在鶴間附近與町田街道、國道246號、東名高速道路、保土谷繞道交會、連接。
- 國道246號
  - 連結東京都心與靜岡縣沼津市。通過町田市南端（鶴間附近）。連接國道16號、町田街道。
- 町田街道（日语：町田街道）
  - 町田市辻（與東名高速道路、保土谷繞道、國道16號、國道246號交會）至八王子市町田街道入口交差點（與國道20號、青梅街道交會）的雙向單線道路。大致與橫濱線及國道16號平行。作為市內主要幹道，但因路幅狹小，時常發生交通堵塞。
  - 幕末至明治時代為運送最大貿易商品「絹」的街道，連結集散地八王子與輸出港橫濱港。原町田是重要宿場町。別名「絹之道」
- 都市計畫道路 町田3・3・36號線
  - 町田街道的新繞道。常盤、小山田附近至町田之間設有導入多摩都市單軌電車的中央分隔島。目前部分通車，今後依據「多摩地域都市計畫道路整備方針」，預計延伸至相原站與南町田Grandberry Park站附近。
- 鎌倉街道
  - 連結府中與町田。為縱貫多摩地區的主要道路，交通量非常龐大。多摩市內至野津田町（日语：野津田町）暖澤地區路段與本町田部分路段已拓寬成單向二線道。
  - 原是町田村周邊至府中的道路，鎌倉時代整備為鎌倉至府中、上州的重要道路（鎌倉上道），設有町田宿（現在的本町田宿、後田、一色地區）、小野路宿（現在的小野路町（日语：小野路町））等宿場町。當時的街道遺跡（鎌倉古道、鎌倉舊街道）可見於市內中部的七國山（日语：七国山 (町田市)）」與小野路町一帶。遠離現道的小山田都道（窄路）（日语：東京都道155号町田平山八王子線）與相原町七國峠等曾是鎌倉上道的脇道。
  - 鎌倉時代，足利直義軍與北條時行軍交戰地井出之澤（日语：菅原神社 (町田市)）鄰近當時鎌倉街道的町田宿。
- 鶴川街道（日语：東京都道・神奈川県道19号町田調布線）
  - 接續調布至原町田的町田街道（舊道、原町田中央通）。都道19號（日语：東京都道・神奈川県道19号町田調布線）調布 - 真光寺十字路交差點、都道139號（日语：東京都道・神奈川県道139号真光寺長津田線）真光寺十字路交差點 - 鶴川站東口交差點、都道3號（世田谷町田線）（日语：東京都道・神奈川県道3号世田谷町田線）鶴川站東口交差點 - 菅原神社 - 原町田統稱為鶴川街道。
- 芝溝街道（日语：神奈川県道・東京都道57号相模原大蔵町線）
  - 淵野邊站前起，連結根岸、圖師、野津田、大藏等北部地區至鶴川站。與都道3號世田谷町田線同為津久井道（日语：津久井道）的一部分。
- 成瀨街道（日语：神奈川県道・東京都道140号川崎町田線）
  - 連結町田市與川崎市的部分路段。町田站至橫濱市西北部。
- 團地銀杏通（団地いちょう通り）
  - 鶴川街道起，連結藤之台、山崎、境川各團地的銀杏道路。路幅寬廣，是巴士的重要路線。也作為鶴川街道、鎌倉街道至町田街道、相模原市的近路。
- 町田站前通
  - 沿都縣境境川，連結市內中西部境川、木曾、忠生地區與町田站、町田街道、成瀨街道的道路。
- 原町田大通
  - JR町田站前至町田街道的連絡路線。未來預計與芹谷公園北側的都市計畫道路3・3・36號線連結，路中的中央分隔島可導入多摩都市單軌電車。

## 觀光

### 自然
- 大戶地區（城山湖（日语：本沢ダム）方向）
- 尾根綠道（日语：尾根緑道）（賞櫻景點，過去是戰車道路）
- 七國山（日语：七国山 (町田市)）
- 玉川學園（日语：玉川学園）地區

### 特產、名產
因市內藥師池公園及圓林寺大賀蓮田，因此有許多以蓮或藥師池命名的商品。
- 豬肉及豬肉加工食品
- 果實（草莓、禪寺丸柿）
- 酒類（柿酒、日本酒、燒酒等）
- 釀酒為主的米、醬油等調味料
- 絹絲（「絹之道」）
- 藥師團子（やくし団子）
- 仙客来
- 使用藥師池大賀蓮（日语：大賀ハス）的產品（最中、饅頭、酒等）
- 牛乳（原自明治時代為橫濱外國人所生產的牛乳。戰後成為東京的牛乳供給地。現在相原、小山地區酪農組成農事組合法人（日语：農事組合法人）「東京牛乳工房PURE」（東京みるく工房ピュア）販售乳製品、義式冰淇淋等。此外也生產東京地產地消（日语：地産地消）牛乳「東京牛乳」的原乳。）
- 小山田三葉（在丘陵地斜坡挖掘洞穴培植的三葉）

### 祭典、活動
- 町田櫻花祭（まちださくらまつり）（3月下旬至4月上旬） - 「尾根綠道櫻花祭」為主要活動。
- Festa町田（フェスタまちだ）（9月） - 町田站周邊各地（原町田）舉行。以哎薩為主要活動。
- 町田垃圾Festa（町田ごみフェスタ）（10月） - 於町田回收文化中心舉行。
- 町田嘉年華「町田大道藝」（10月） - 町田站周邊各地（原町田）舉行。
- 町田時代祭(10月) - 於芹谷公園舉行。
- 町田產業觀光祭（11月） - 於町田站周邊與農業祭同時舉行。2009年以前稱為「町田市產業祭」。
- 町田市農業祭「太陽與綠之祭」（11月） - 於町田站周邊與產業觀光祭同時舉行。2009年以前於野津田公園舉行。
- 町田市兒童馬拉松大會（11月） - 町田市立陸上競技場（野津田競技場）舉行。

## 以町田市為主場的體育隊伍
- FC町田賽魯維亞（J聯盟） - 主場為野津田町的町田市立陸上競技場
- PESCADOLA町田（日语：ペスカドーラ町田）（F聯盟（日语：日本フットサルリーグ）） - 主場為南成瀨的町田市立總合體育館
- 佳能老鷹（日语：キヤノンイーグルス）（Top League（日语：ジャパンラグビートップリーグ）） - 主場為小野路町的佳能運動公園（キヤノンスポーツパーク）

## 知名人士
- 大迫傑：男子田徑運動員，主攻項目為中長跑。
- 中島裕翔：Hey! Say! JUMP
- 豐口惠：聲優
- 春畑道哉：搖滾樂團TUBE吉他手。
- 荻野忠寬：千葉羅德海洋投手
- 北澤豪：前東京綠茵，現為解說員。
- 鈴木健仁：前仙台維加泰，現新潟天鵝強化部
- 竹中穣：前FC町田賽魯維亞，現FC町田賽魯維亞教練
- 戶田和幸：前FC町田賽魯維亞
- 林健太郎：前甲府風林
- 丸山良明：春武里足球俱樂部
- 福永泰：前仙台維加泰
- 飯島壽久：前福岡黃蜂
- 太田宏介：FC東京
- 田尻智：電子遊戲製作人，現任Game Freak社長。

## 外部連結
- 町田市公所 （页面存档备份，存于）（日語）
- 市區街道空照圖